# Хутор 11-й
Ху́тор 11-й — хутор в Кизильском районе Челябинской области России. Входит в состав сельского поселения Путь Октября.

## География
Хутор находится около берега реки Кипчак, на расстоянии 50 км к северо-востоку от села Кизильское, административного центра района.

## Население
| 2002 | 2010 |
| ---- | ---- |
| 15   | ↘1   |

### Половой состав
По данным Всероссийской переписи 2010 года, на хуторе проживал один мужчина.

## Улицы
На хуторе имеется одна улица — Центральная.